# Azzo VIII d'Este
Azzo VIII d'Este (Ferrara, dopo il 1263 – Este, 26 o 31 gennaio 1308) è stato signore di Ferrara, Modena e Reggio Emilia dal 1293 al 1308.

## Biografia

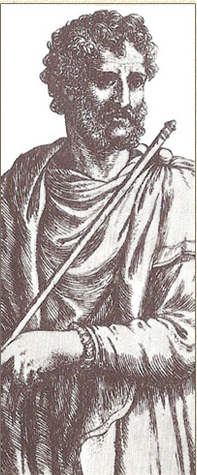
Obizzo II d'Este

Azzo VIII d'Este, figlio di Obizzo II e di Jacopina Fieschi, fratello di Beatrice, Francesco e Aldobrandino, fu probabilmente anche l'assassino di suo padre, assieme allo stesso Aldobrandino.

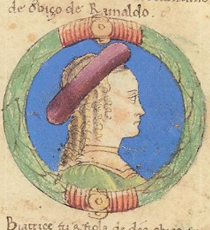
Ritratto di Beatrice d'Este

La sua presa del potere venne osteggiata dai fratelli maschi che vennero sostenuti, nella loro rivolta, dal modenese Lanfranco Landone e dalla famiglia Boschetti. Azzo VIII riuscì a prevalere resistendo agli attacchi di Bologna e di Parma e riuscendo, con un sapiente gioco di alleanze, a rinsaldare il suo dominio e arrivare alla pace con le signorie confinanti. Fu eletto signore di Ferrara il 21 febbraio del 1293 dal consiglio Maggiore di Ferrara. La sorella Beatrice si sposò con Galeazzo I Visconti, figlio di Matteo I Visconti, signore di Milano.

### Matrimoni

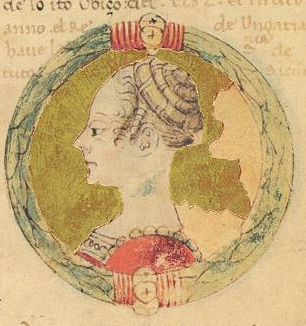
Beatrice d'Angiò in una miniatura

Chiamato anche Azzone, sposò in prime nozze nel 1282 Giovanna Orsini e in seconde nozze Beatrice di Napoli, figlia del re di Napoli Carlo II di Napoli nel 1305. Beatrice gli fu data in sposa giovanissima quando era già in età avanzata. Secondo Dino Compagni, pur di avere la fanciulla, Azzo VIII la "comprò" a caro prezzo, accontentandosi di una dote modesta e versando a Carlo II una ingente somma di denaro e anche Dante ne fa cenno:
(Purgatorio canto ventesimo, 79-81)
Alcuni smentiscono che sia avvenuto questo matrimonio supponendo che debba trattarsi di un equivoco dovuto al numero di esponenti della casata chiamati Azzo e numerati imprecisamente: Azzo sarebbe stato III come sovrano di Ferrara ed VIII come generico membro della dinastia.

### Modena e Reggio
Con Modena e Reggio sorsero nuovi problemi a partire dal 1305. Prima Bologna e poi Parma ripresero le ostilità contro Reggio Emilia e Modena, difese dall'esercito di Azzo VIII. In seguito si formò una lega contro gli Este, alla quale aderirono anche Verona e Mantova. Nei primi mesi del 1306 entrambe le città caddero in mano alla lega, ponendo così fine alla prima dominazione estense, durata diciassette anni.

### Morte

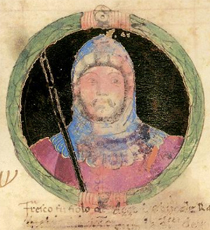
Fresco d'Este in una miniatura

Lasciò per testamento al nipote Folco, figlio di Fresco, tutti i possedimenti, causando l'opposizione dei fratelli esclusi. Il conflitto per la successione che scoppiò alla sua morte, avvenuta nel gennaio 1308, causò la prima guerra di Ferrara.
Dopo di lui a Ferrara, Modena e Reggio si ebbe un periodo durante il quale gli Este furono estromessi dal potere. Per un breve periodo, malgrado le sue diverse disposizioni testamentarie, gli succedette il figlio naturale Fresco d'Este.

## Azzo VIII nelle opere di Dante Alighieri
Dante Alighieri parlando del padre, condannato tra i tiranni, sembra voler rivelare Azzo come il suo assassino, mettendo fine a quelle voci e incertezze delle quali si trova eco nelle cronache dell'epoca. Dante lo indica inoltre come solo "figliastro", ma non è chiaro se volesse indicare un figlio degenere o un figlio illegittimo. In ogni caso l'atto d'accusa di Dante è particolarmente significativo se si considera che, quando egli stava scrivendo l'Inferno, Azzo era ancora in vita o era morto da pochissimo. L'Alighieri lo cita indirettamente nella Divina Commedia come nemico di Jacopo del Cassero, il quale lo fuggiva dopo che, come podestà di Bologna, ne aveva contrastato le mire sulla città felsinea.

## Discendenza
Ebbe quattro figli illegittimi:
- Costanza, andata in sposa a Lambertino di Venedico Caccianemico
- Rizzardo, che sposa Lucrezia di Nicola, conte di Barbiano
- Fresco d'Este, signore di Ferrara per pochi mesi
- Pietro, abate

## Ascendenza
|                  |   |                    | Genitori |  |  | Nonni |  |  | Bisnonni        |  |  | Trisnonni      |  |
|                  |   |                    |          |  |  |       |  |  | Azzo VII d'Este |  |  | Azzo VI d'Este |  |
|                  |   |                    |          |  |  |       |  |  | Azzo VII d'Este |  |  | Azzo VI d'Este |  |
|                  |   | Alice di Châtillon |          |  |  |       |  |  | Azzo VII d'Este |  |  |                |  |
| Rinaldo I d'Este |   |                    |          |  |  |       |  |  | Azzo VII d'Este |  |  |                |  |
|                  |   | Giovanna           | …        |  |  |       |  |  |                 |  |  |                |  |
|                  |   | Giovanna           | …        |  |  |       |  |  |                 |  |  |                |  |
|                  |   | Giovanna           | …        |  |  |       |  |  |                 |  |  |                |  |
| Obizzo II d'Este |   | Giovanna           |          |  |  |       |  |  |                 |  |  |                |  |
|                  |   | …                  | …        |  |  |       |  |  |                 |  |  |                |  |
|                  |   | …                  | …        |  |  |       |  |  |                 |  |  |                |  |
|                  |   | …                  | …        |  |  |       |  |  |                 |  |  |                |  |
| …                |   | …                  |          |  |  |       |  |  |                 |  |  |                |  |
|                  |   | …                  | …        |  |  |       |  |  |                 |  |  |                |  |
|                  |   | …                  | …        |  |  |       |  |  |                 |  |  |                |  |
|                  |   | …                  | …        |  |  |       |  |  |                 |  |  |                |  |
| Azzo VIII d'Este |   | …                  |          |  |  |       |  |  |                 |  |  |                |  |
|                  | … | …                  |          |  |  |       |  |  |                 |  |  |                |  |
|                  | … | …                  |          |  |  |       |  |  |                 |  |  |                |  |
|                  | … | …                  |          |  |  |       |  |  |                 |  |  |                |  |
| Niccolò Fieschi  | … |                    |          |  |  |       |  |  |                 |  |  |                |  |
|                  |   | …                  | …        |  |  |       |  |  |                 |  |  |                |  |
|                  |   | …                  | …        |  |  |       |  |  |                 |  |  |                |  |
|                  |   | …                  | …        |  |  |       |  |  |                 |  |  |                |  |
| Jacopina Fieschi |   | …                  |          |  |  |       |  |  |                 |  |  |                |  |
|                  |   | …                  | …        |  |  |       |  |  |                 |  |  |                |  |
|                  |   | …                  | …        |  |  |       |  |  |                 |  |  |                |  |
|                  |   | …                  | …        |  |  |       |  |  |                 |  |  |                |  |
| Lionetta Epouse  |   | …                  |          |  |  |       |  |  |                 |  |  |                |  |
|                  |   | …                  | …        |  |  |       |  |  |                 |  |  |                |  |
|                  |   | …                  | …        |  |  |       |  |  |                 |  |  |                |  |
|                  |   | …                  | …        |  |  |       |  |  |                 |  |  |                |  |
|                  |   | …                  |          |  |  |       |  |  |                 |  |  |                |  |